# 平加
在因纽特人神话中，平加（Pinga，意为“高高在上之人”）是一位狩猎、生育和医疗女神。她也是冥界之神（psychopomp），负责引导新死的灵魂进入地府——亚德里分（Adlivun）。